# Nikolaj Bodarevski

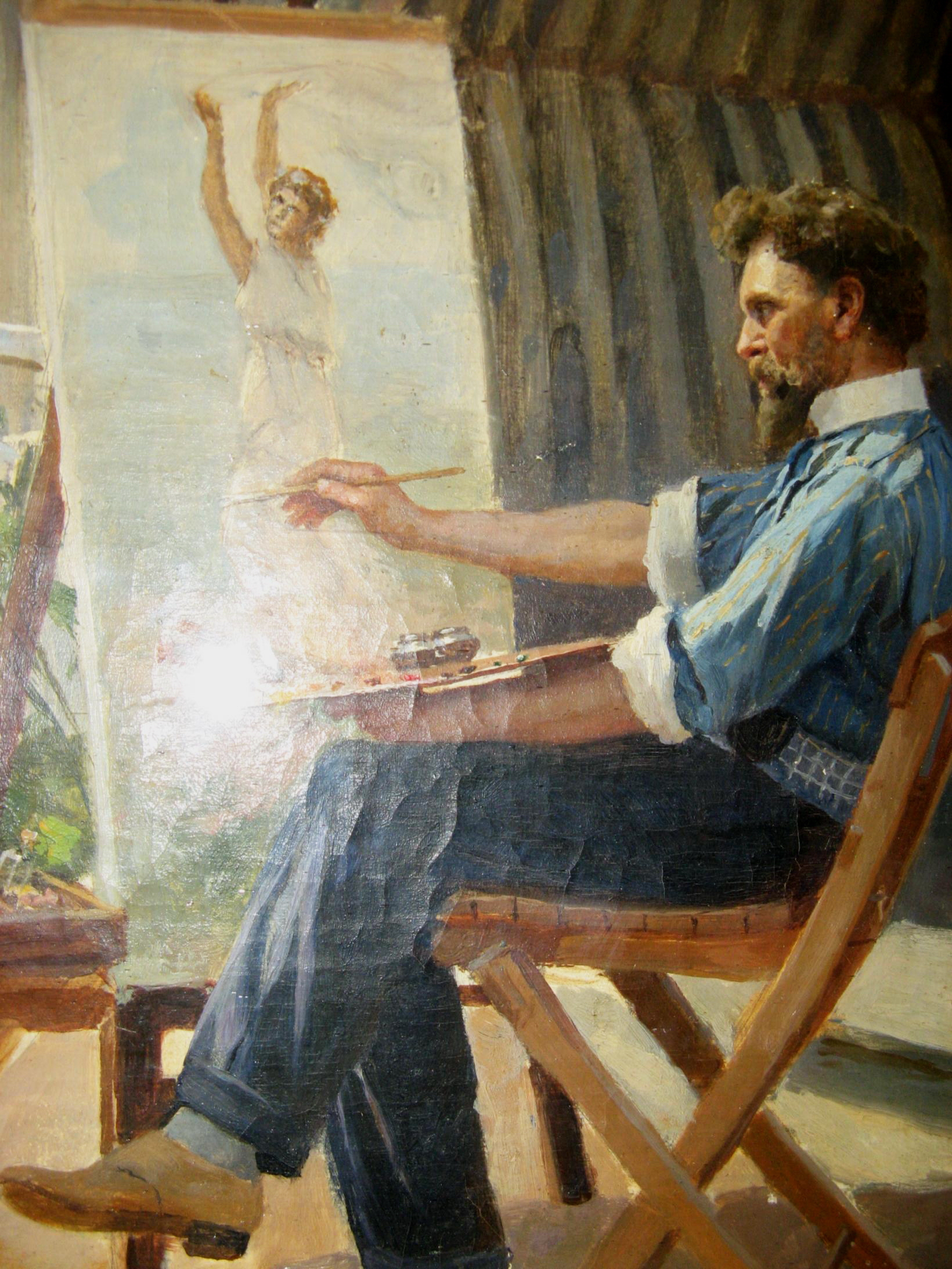
Nikolaj Bodarevski, zelfportret

Nikolaj Korniljevitsj Bodarevski (Oekraïens: Мико́ла Корни́лович Бодаре́вський; Russisch: Никола́й Корни́лиевич Бодаре́вский) (Odessa, 6 december 1850 – aldaar, 1921) was een Russisch (Oekraïense) kunstschilder en portrettist. Hij was lid van de kunstenaarsgroepering Peredvizjniki ("Zwervers").

## Leven en werk
Bodarevski werd geboren in een adellijke familie, volgde een tekenopleiding in Odessa en studeerde vervolgens van 1869 tot 1873 aan de Kunstacademie in Sint-Petersburg. Daar gold hij als uiterst talentvol en werd hij diverse keren onderscheiden, met name voor een aantal Bijbelse taferelen. In 1908 werd hij door de academie daar onderscheiden met de hoogste titel  van 'academicus'.
Bodarevski werkte overwegend in een realistische stijl. Hij maakte vooral naam als portrettist en vervaardigde onder andere een serie portretten van  beroemde componisten voor het conservatorium in Moskou. Na kennismaking met het werk van James McNeill Whistler, legde hij zich toe op het schilderen van een groot aantal esthetische, vaak sensuele vrouwportretten, al dan niet in opdracht. Een van de vrouwen die hij portretteerde was tsarina Alexandra Fjodorovna. Daarnaast koos hij regelmatig voor typisch Oekraïense onderwerpen, vaak met jonge vrouwen in Oekraïense kledij. In zijn latere levensjaren werkte hij mee aan decoraties en beelden voor de door later in opdracht van Jozef Stalin verwoeste Christus Verlosserkathedraal en aan mozaïeken voor de Kathedraal van de Opstanding van Christus in Sint-Petersburg.
Bodarevski werd in 1884 lid van de Peredvizjniki ("Zwervers"), maar gold daar al snel als een buitenbeentje, met name omdat zijn werk naar hun maatstaven vaak te commercieel werd gevonden. In 1900 werd hij lid van het Genootschap van Zuid-Russische Kunstenaars. Hij overleed in 1921 in zijn geboortestad Odessa. De begraafplaats met zijn graf werd in 1935 geruimd. Zijn werk is onder andere te zien in het Poesjkinmuseum en de Tretjakovgalerij te Moskou. Mede omdat hij nooit in het buitenland exposeerde bleef hij in het westen relatief onbekend.

## Galerij

Naakt in de studio
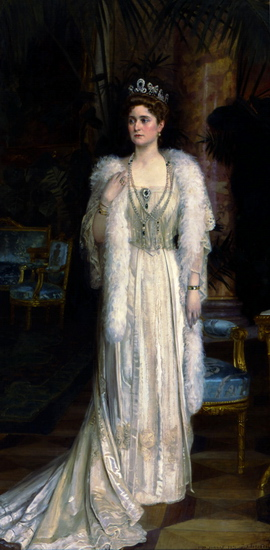
Tsarina Alexandra
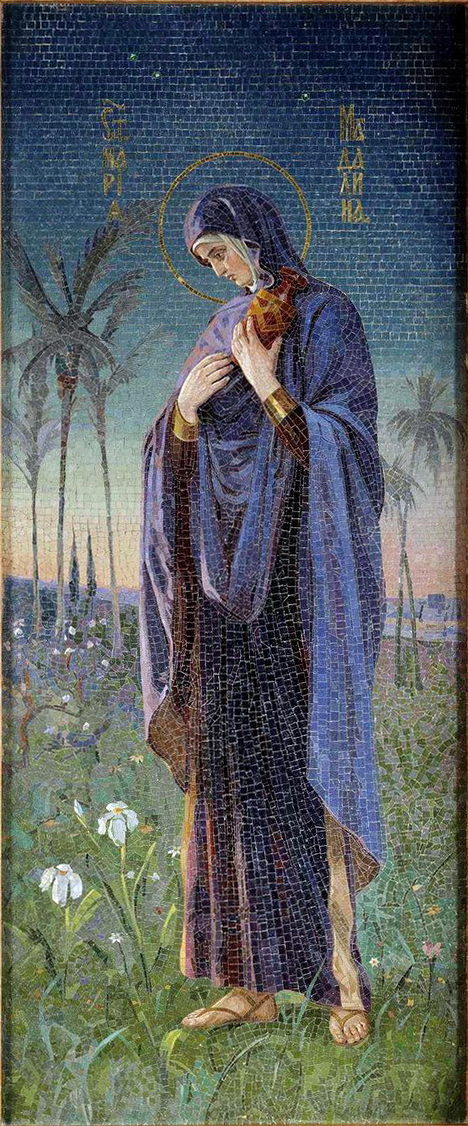
Maria Magdalena, mozaïek
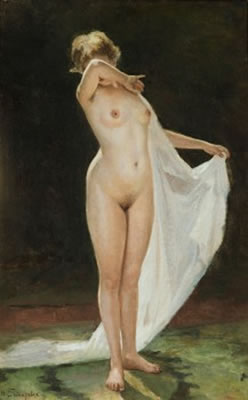
Naakt
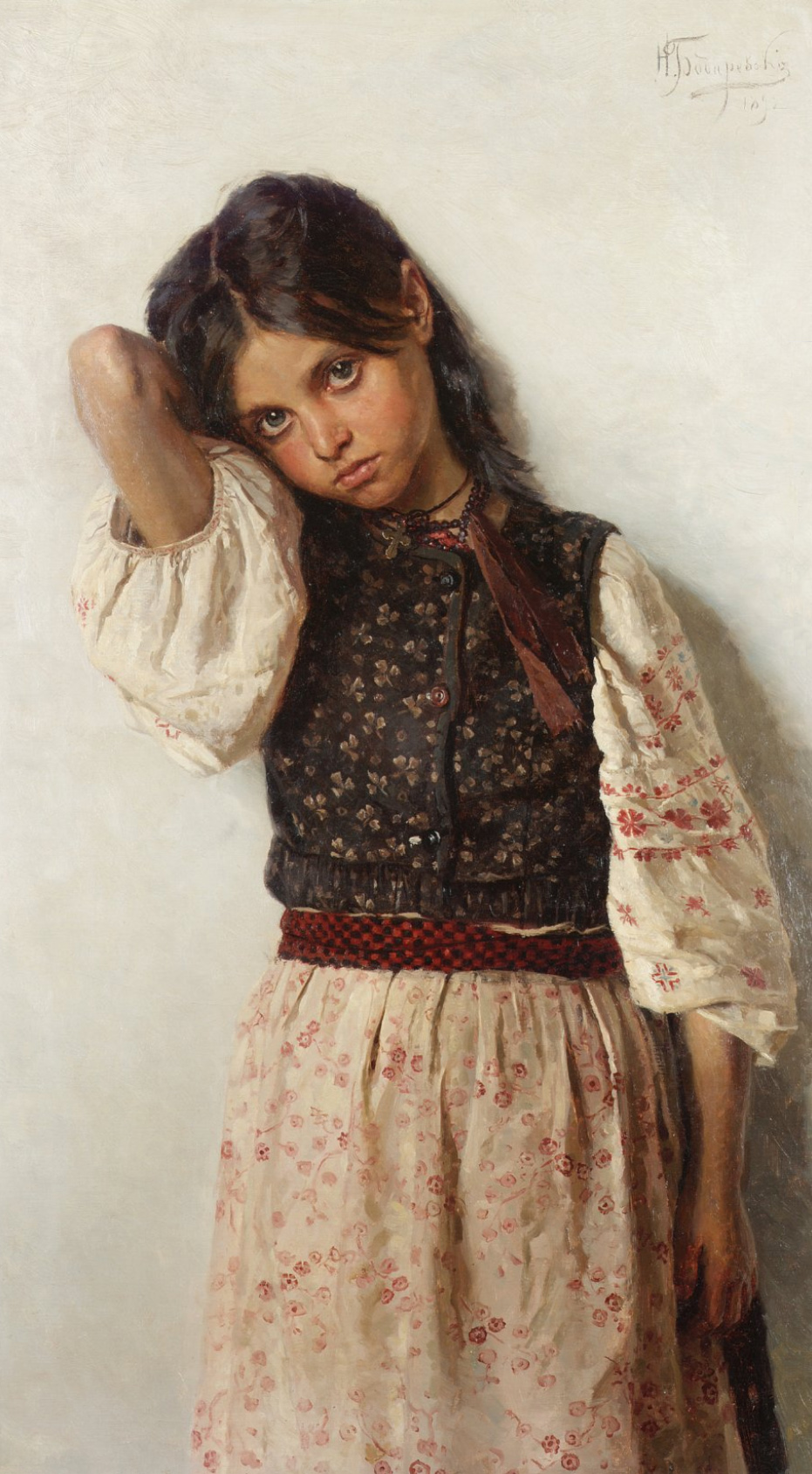
Meisje uit Oekraïne
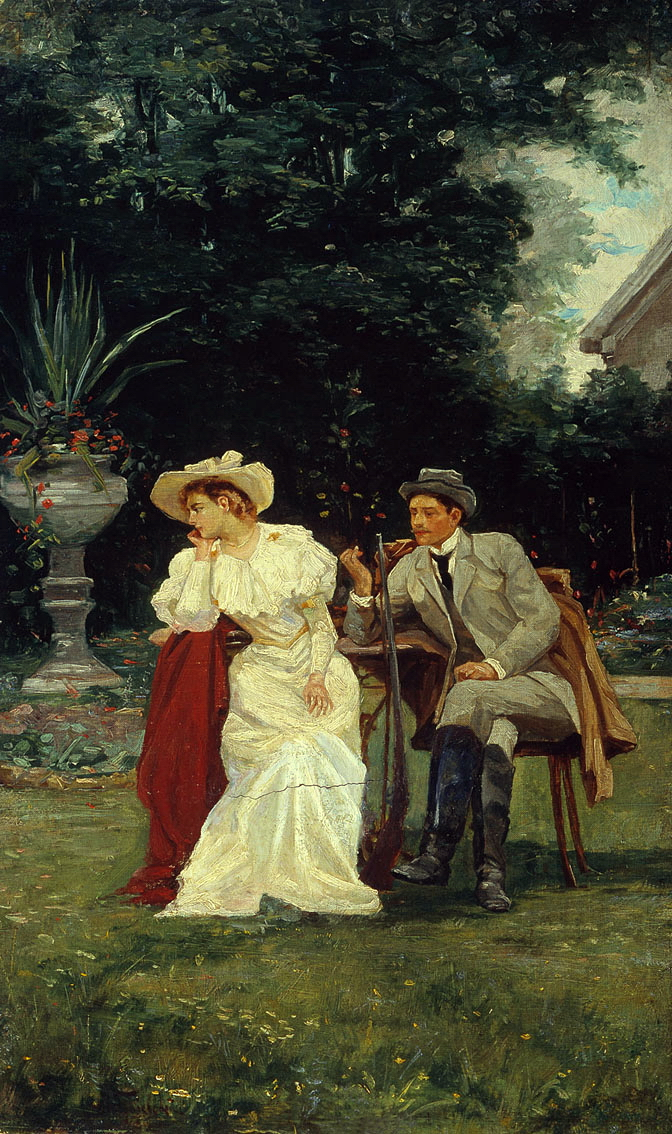
Fascinerende toespraak
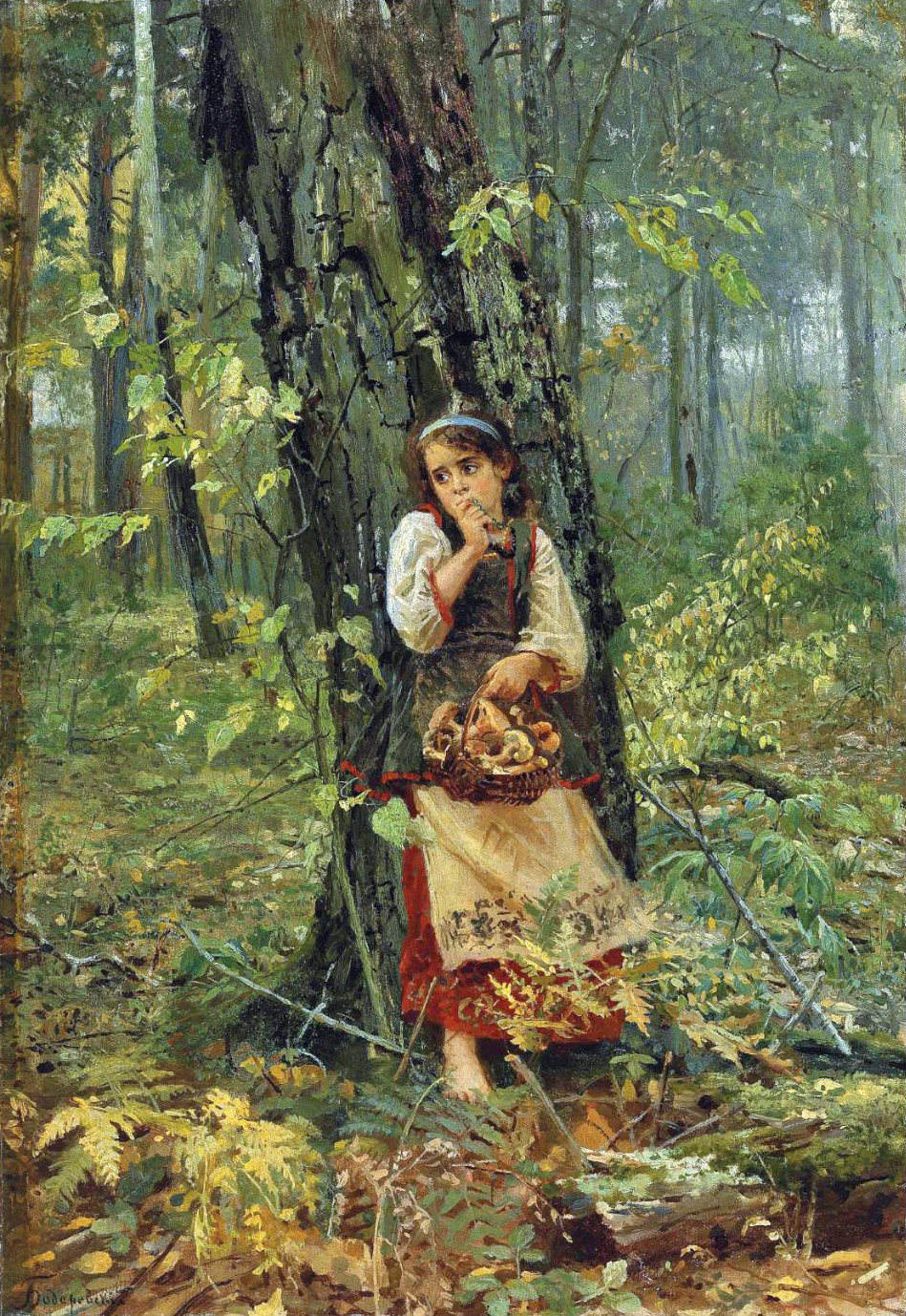
Diep in het woud
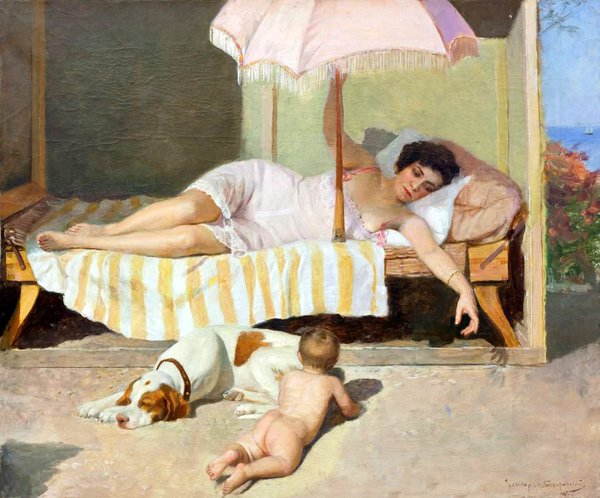
Zonnebaden
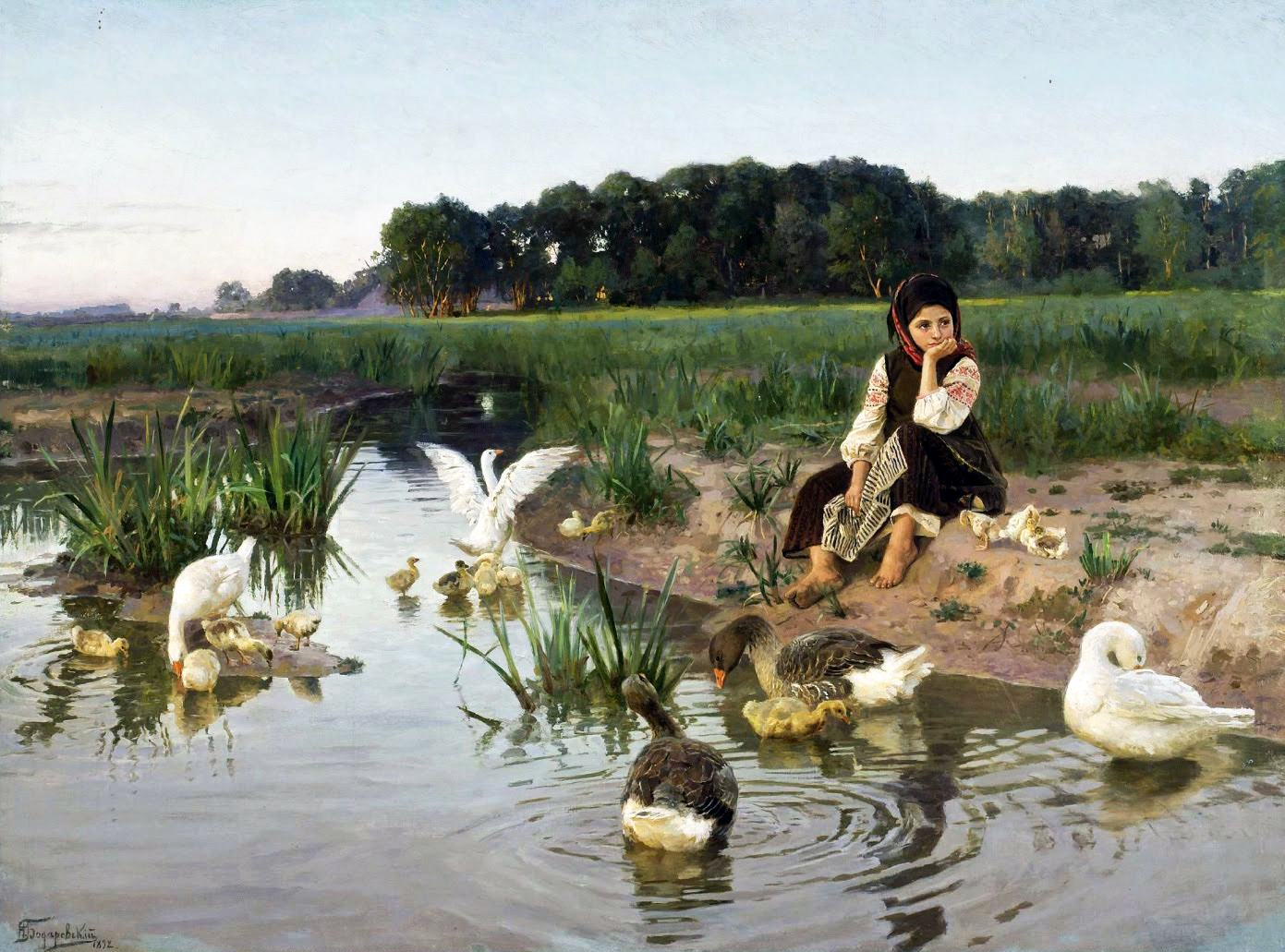
Oekraïense ganzenhoedster
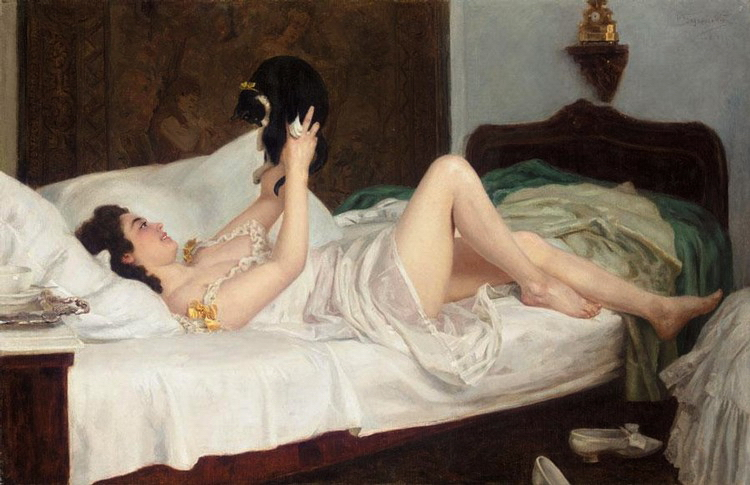
Haar lieveling

## Noot
1. ↑  Cf. David Park Curry: James McNeill Whistler; Uneasy Pieces WMFA, 2004, ISBN 1-59372-001-7. Curry noemt Bodarevski als een van de schilders die door Whistler beïnvloed werden.

- Gemeinsame Normdatei: 1216803897
- RKD-Nederlands Instituut voor Kunstgeschiedenis: 9512
- Union List of Artist Names: 500179472
- Virtual International Authority File: 309812947